# Lagurka
La iglesia de los santos Julita y Quirico de Kala (en georgiano: კალას წმინდა კვირიკესა და ივლიტას სახელობის ეკლესია, romanizado: tr), localmente conocida como Lagurka (ლაგურკა), es una iglesia medieval ubicada en Mestia, región de Samegrelo-Zemo Svaneti. El área es parte de las tierras altas de la región histórica y cultural del Alto Svanetia, donde Lagurka es considerada el principal santuario cristiano, su designación deriva del nombre Cirico en el idioma local Svan. Es una iglesia de salón, adornada con frescos pintados por Tevdore en 1111-1112, uno de los puntos álgidos del arte monumental georgiano medieval. Está inscrita en la lista de monumentos culturales inamovibles de Georgia.

## Historia
Lagurka está anidada en una colina alta sobre el pueblo de Khe en la unidad territorial de Kala, municipio de Mestia, en el margen izquierdo del río Inguri, a unos 2200 metros sobre el nivel del mar. Está dedicada a los primeros mártires cristianos, Julita y Quirico, a quienes se venera como santos patronos de la comunidad de Kala. Los svans consideran que Lagurka es el santuario más sagrado. Alberga un festival anual de peregrinación de todos los svan, kvirikoba ("el día de Quirico"), que se celebra anualmente el 28 de julio. En palabras del historiador Ekvtime Taqaishvili, para los svans Lagurka es lo que para los antiguos griegos era Delfos, el símbolo de su unidad.

## Diseño
Se desconoce la fecha exacta en que se construyó Lagurka. A juzgar por su estilo, la iglesia existente data de finales del siglo X o principios del XII. Lagurka, que mide 5 x 2,70 m, está construida con bloques de piedra caliza amarillenta. Es una iglesia de salón, con anexos construidos en una fecha posterior en el sur y el norte. Al oeste se adjunta un campanario de dos pisos que también sirve como nártex. Originalmente la iglesia tenía tres entradas, en el sur, norte y oeste. Ahora se puede acceder al edificio solo a través de una puerta cortada en el anexo sur. El edificio estaba envuelto por un alto muro de piedra, que ahora está en ruinas. Otros edificios como el refectorio y las celdas se construyen en la ladera de las montañas. En el interior de la iglesia, un ábside semicircular está separado de la nave por un iconostasio de piedra. Su bóveda de cañón descansa sobre un único arco de soporte. Las paredes longitudinales están seccionadas por un par de pilastras arqueadas. La iglesia está iluminada con dos ventanas, cortadas una en el ábside y otra en la pared oeste; la luz del día a través de ellas se vierte directamente en los  frescos del los muros oeste y este.

## Frescos

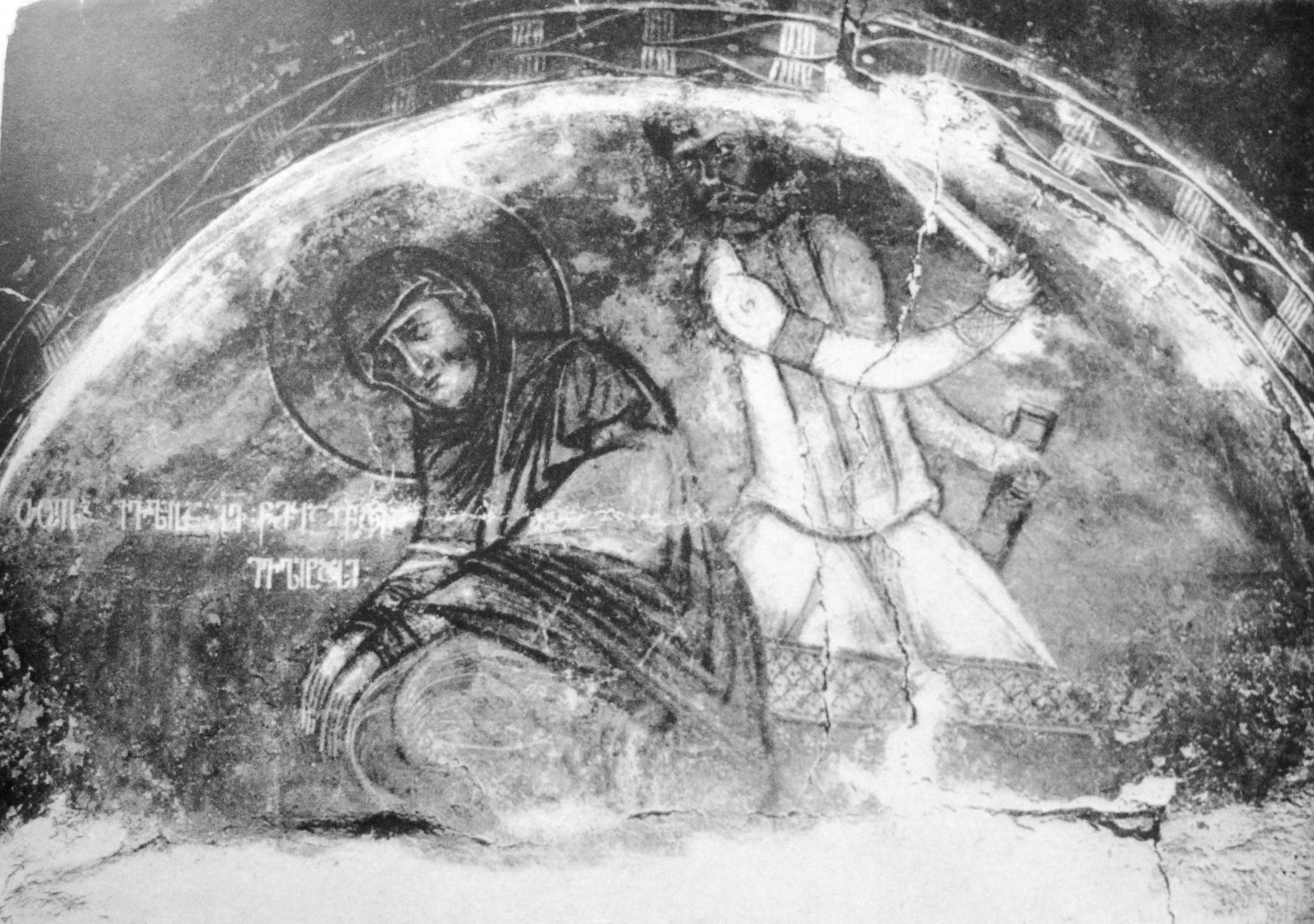
Martirio de Santa Julita. Un fresco de Lagurka.

La iglesia está completamente pintada al fresco, con numerosas inscripciones explicativas. Algunos de ellos se han desvanecido. Una inscripción parcialmente dañada, en la pared oeste, data las pinturas en 1111 u 1112, nombra a los donantes, los aznauri de la comunidad Kala, y menciona a un pintor cuyo nombre se reconstruye, a través de la analogía con las dos iglesias Svan de Iprari y Nakipari, como Tevdore. Las pinturas en la concha y el iconostasio, dañadas por un terremoto, fueron restauradas en una fecha posterior por cierto Giorgi, hijo de Antón, como se revela en una inscripción en la pilaster sur.  La bóveda del santuario está adornada con una Déesis, donde Cristo sostiene un pergamino con un texto de Juan 8:12 : "Yo soy la luz del mundo. Quien me siga no caminará en la oscuridad ". Hay cuatro escenas cristológicas más: la Natividad, la Crucifixión, el Bautismo y la Resurrección en los muros sur y norte. El programa iconográfico también incluye representaciones de varios santos como Bárbara, Catalina, Esteban, Cristina, Jorge y Teodoro, y dos escenas del martirio de los santos titulares de la iglesia: Julita y Quirico.  Las pinturas destacan por su expresividad emocional y su posicionamiento cuidadosamente concebido. La distribución de los frescos sigue la sección arquitectónica del interior y sugiere una relación simbólica entre varias escenas e imágenes.
Lagurka contiene una rica colección de varios artículos de la iglesia de diferentes períodos. Estos incluyen manuscritos, cruces, íconos y utensilios, producidos localmente y traídos de otras partes de Georgia o del extranjero.